# Songdalen
Songdalen er en tidligere landkommune i Agder fylke i Norge. Kommunen blev ved Kommunereformen i Norge 1. januar 2020 lagt sammen med kommunerne Kristiansand og Søgne. Den tidligere kommune ligger ca 8 km vest for Kristiansand centrum. Kommunecenteret lå på Nodeland som tidligere var station på Sørlandsbanen.
Den tidligere kommune grænsede til Søgne i syd, til Marnardal i vest og nord og til Vennesla og Kristiansand i øst.
E39 mellem Kristiansand og Stavanger går gennem kommunen. Den gamle postvej fra 1791, Gamle Mandalsvej, går fra Farvannet og over Groheia til Kristiansand.
Songdalselven (Sygna/Søgneelva) har sit udspring i Songdalen.

## Historie
Den nuværende kommune blev etableret i 1964 da Greipstad, Finsland og en lille del af Øvrebø kommuner blev slået sammen til Songdalen kommune. Greipstadnavnet er dokumenteret tilbage til 1344. Gennem middelalderen var Greipstad en lille bygd med 34 gårde. Greipstad blev selvstændig kommune i 1913 efter da Søgne kommune blev delt.